# David Stollery
David Stollery (Los Angeles, 18 gennaio 1941) è un attore e designer statunitense, noto soprattutto per i suoi ruoli di attore bambino negli anni cinquanta, in particolare come coprotagonista con Tim Considine della serie televisiva Spin e Marty (1955-1957).

## Biografia
Nato in California nel 1941, all'età di sette anni Stollery si segnala per il suo ruolo nella produzione di Broadway On Borrowed Time. Successivamente appare in diversi film, tra cui La corte di re Artù (1949) e Una rosa bianca per Giulia (1950). Agli inizi degli anni cinquanta, partecipa a vari programmi televisivi, tra cui I Love Lucy, Dragnet, My Friend Irma, The Red Skelton Show e The Ray Milland Show.
È in quest'ultimo programma, nel ruolo di The Prodigy, che si fa notare da Walt Disney, il quale gli offre un contratto per interpretare il personaggio principale di Marty Markham nelle serie Spin e Marty trasmessa in televisione su The Mickey Mouse Club per tre stagioni tra il 1955 e il 1957.
Terminata questa esperienza, Stollery decide di non continuare la carriera di attore per dedicarsi a tempo pieno agli studi. Laureatosi all'Art Center College of Design di Pasadena (California), diventa un designer automobilistico con General Motors e successivamente alla Toyota, dove progetta la Toyota Celica di seconda generazione della Serie A40 nel 1978 e dirige il design di oltre 22 modelli.
Nel 2000, Stollery e Tim Considine si sono riuniti per un cameo nel remake televisivo Spin e Marty, Come trovare un amico e mettersi nei guai. I due hanno quindi rilasciato nel 2005 un'intervista con Leonard Maltin in occasione del cinquantesimo anniversario della serie e della sua pubblicazione in DVD.

## Riconoscimenti
- Young Hollywood Hall of Fame (1950's)
- Disney Legends (2006)

## Filmografia parziale

### Cinema
- La corte di re Artù (A Connecticut Yankee in King Arthur's Court), regia di Tay Garnett (1949) - non accreditato
- Darling, How Could You!, regia di Mitchell Leisen (1951)
- Il giardino incantato (Jack and the Beanstalk), regia di Jean Yarbrough (1952)
- Her Twelve Man, regia di Robert Z. Leonard (1954)
- La paura bussa alla porta (Storm Fear), regia di Cornel Wilde (1955)
- Carovana verso il West (Westward Ho, the Wagons!), regia di William Beaudine (1956)
- Drango, regia di Hall Bartlett e Jules Bricken (1957)

### Televisione
- I Love Lucy – serie TV, episodio 1x14 (1952)
- Dragnet – serie TV, episodio 2x06 (1952)
- Celebrity Playhouse – serie TV, episodio 1x03 (1955)
- Spin e Marty (Spin and Marty) – serie TV, 79 episodi (1955-1957)
- Annette – serie TV   (1958)
- Come trovare un amico e mettersi nei guai (The New Adventures of Spin and Marty: Suspect Behavior), regia di Rusty Cundieff – film TV (2000)

## Teatro (Broadway)
- On Borrowed Time (48th Street Theatre; Feb 10, 1953 - Apr 18, 1953)